# Bayers Lake
Bayers Lake är en sjö i Kanada.   Den ligger i provinsen Nova Scotia, i den sydöstra delen av landet, 1 000 km öster om huvudstaden Ottawa. Bayers Lake ligger 92 meter över havet. Den ligger vid sjön Long Lake.
I omgivningarna runt Bayers Lake växer i huvudsak blandskog. Runt Bayers Lake är det ganska glesbefolkat, med 45 invånare per kvadratkilometer.